# Hecheng, Heshan
Hecheng (kinesiska: 鹤城)  är en köping i sydöstra Kina. Den ligger i Heshan i staden Jiangmen i provinsen Guangdong, omkring 72 kilometer sydväst om provinshuvudstaden Guangzhou. Antalet invånare är 32 170. Befolkningen består av 15 063 kvinnor och 17 107 män. Barn under 15 år utgör 12,0 %, vuxna 15-64 år 76 %, och äldre över 65 år 10,0 %.